# Depression Cherry
Depression Cherry es el quinto álbum de estudio del dúo estadounidense de dream pop Beach House. Salió al mercado el 28 de agosto de 2015 en los sellos Sub Pop en los Estados Unidos y Bella Union en Europa, y fue coproducido por el grupo y por Chris Coady. El álbum se grabó en Studio in the Country, en Bogalusa, Luisiana, entre noviembre de 2014 y enero de 2015. Como reacción a su insatisfacción con el uso de batería en vivo durante la gira de su álbum anterior, Bloom (2012), en Depression Cherry, la banda volvió a arreglos de canciones más simples, similares a los de sus dos primeros álbumes de estudio. «Sparks» fue lanzado como sencillo principal el 1 de julio. El álbum recibió críticas, en su mayoría positivas. Menos de dos meses después de lanzar Depression Cherry, Beach House  publicó su sexto álbum, Thank Your Lucky Stars.

## Antecedentes y grabación
Después de completar la gira de su anterior disco Bloom (2012), Beach House se tomó un descanso de seis meses. Con dudas sobre el futuro del grupo, la cantante/teclista Victoria Legrand afirmó pasar por una crisis creativa, que le hizo sentir la necesidad de descansar durante una temporada. Además, tanto ella como el guitarrista Alex Scally, estaban incómodos por la presencia de la batería en los directos que restaba matices a las canciones, lo que motivó un cambio en el concepto compositivo.
Aunque algunas de las ideas musicales de Depression Cherry se gestaron en 2012, la mayor parte del disco se creó entre 2013 y 2014. 10:37 fue una de las primeras canciones que se escribieron durante este período. Fue coproducido por Chris Coady, que trabajó en los dos discos anteriores de la banda, Teen Dream (2010) y Bloom. Antes de unirse a la banda en el estudio, le enviaron grabaciones de algunos de los temas en los que estaban trabajando. Para la canción Days of Candy, contrataron a ocho cantantes del Pearl River Community College para crear un coro de 24 secciones. Después de completar esta canción y Levitation, decidieron utilizarlas como cierre y apertura del álbum, respectivamente, y consideraron que el disco estaba completo. El álbum se mezcló en Sunset Sound en Hollywood, California, con la excepción de Beyond Love, que se mezcló en Sonic Ranch en Tornillo, Texas.

## Promoción y lanzamiento
El 26 de mayo de 2015, Beach House anunció Depression Cherry junto con las fechas de la gira de promoción del álbum. Para la banda, el álbum supuso un regreso al estilo más simple del dream pop de sus dos primeros discos, con canciones estructuradas alrededor de una melodía y algunos instrumentos y con la percusión en vivo jugando un papel mucho menor.
Las copias del álbum en vinilo y en CD cuentan con una cubierta forrada de terciopelo rojo. También se lanzó una edición limitada "Loser Edition" del álbum en un disco de vinilo transparente.
El 1 de julio de 2015, Beach House lanzó el sencillo principal del álbum, Sparks. El 19 de agosto, nueve días antes del lanzamiento de Depression Cherry, NPR Music hizo una transmisión en directo del álbum.

## Cultura Popular
Depression Cherry es el disco más famoso de Beach House y esto se debe a la popularidad que varias de las canciones del disco han alcanzado en redes sociales, particularmente en vídeos de Tik Tok, Youtube y Reels de Instagram donde aparecen fragmentos editados de las mismas acompañando memes, como es el caso de Levitation, PPP, Sparks y Space Song.
En 2021, la canción Space Song se popularizó debido a que fue utilizada de fondo en un vídeo del actor Pedro Pascal riendo histericamente y después llorando,el cual se volvería un formato de memes irónicos y trágicos que se viralizaría en redes sociales.
Space Song se volvería la canción más famosa de Beach House, siendo reproducida más de 1,153,825,154 de veces en la aplicación de streaming musical Spotify, con más de 200 millones de reproducciones en Youtube y siendo utilizada en más de 220,000 vídeos de Tik Tok.
El éxito de Space Song trajo una nueva oleada de fanáticos para la banda, lo cual les llevaría a encabezar distintos festivales de música por el mundo y a que su nuevo disco Once Twice Melody lanzado en 2022 se volviese el primer álbum de Beach House en encabezar la lista de álbumes más vendidos de Billboard.

## Lista de canciones
Todas las canciones escritas y compuestas por Victoria Legrand e Alex Scally. 
| N.º   | Título          | Duración |  |
| 1.    | «Levitation»    | 5:54     |  |
| 2.    | «Sparks»        | 5:21     |  |
| 3.    | «Space Song»    | 5:20     |  |
| 4.    | «Beyond Love»   | 4:25     |  |
| 5.    | «10:37»         | 3:48     |  |
| 6.    | «PPP»           | 6:08     |  |
| 7.    | «Wildflower»    | 3:39     |  |
| 8.    | «Bluebird»      | 3:55     |  |
| 9.    | «Days of Candy» | 6:15     |  |
| 44:45 |                 |          |  |